# West Caldwell
West Caldwell és una població dels Estats Units a l'estat de Nova Jersey. Segons el cens del 2008 tenia 10.441 habitants.

## Demografia
Segons el cens del 2000, West Caldwell tenia 11.233 habitants, 3.990 habitatges, i 3.112 famílies. La densitat de població era de 858,8 habitants/km².
Dels 3.990 habitatges en un 35,3% hi vivien nens de menys de 18 anys, en un 68,1% hi vivien parelles casades, en un 7,4% dones solteres, i en un 22% no eren unitats familiars. En el 19,2% dels habitatges hi vivien persones soles l'11,2% de les quals corresponia a persones de 65 anys o més que vivien soles. El nombre mitjà de persones vivint en cada habitatge era de 2,75 i el nombre mitjà de persones que vivien en cada família era de 3,17.
Per edats la població es repartia de la següent manera: un 24,7% tenia menys de 18 anys, un 4,6% entre 18 i 24, un 27,6% entre 25 i 44, un 24% de 45 a 60 i un 19,1% 65 anys o més.
L'edat mediana era de 41 anys. Per cada 100 dones de 18 o més anys hi havia 86,2 homes.
La renda mediana per habitatge era de 83.396 $ i la renda mediana per família de 94.379 $. Els homes tenien una renda mediana de 67.108 $ mentre que les dones 45.365 $. La renda per capita de la població era de 38.345 $. Aproximadament l'1,2% de les famílies i el 2,1% de la població estaven per davall del llindar de pobresa.

## Poblacions més properes
El següent diagrama mostra les poblacions més properes.